# Asulconotoides sichuanensis
Asulconotoides sichuanensis är en insektsart som beskrevs av Liu, Jupeng 1984. Asulconotoides sichuanensis ingår i släktet Asulconotoides och familjen gräshoppor. Inga underarter finns listade i Catalogue of Life.